# Roman Kulej
Roman Kulej (ur. 1 listopada 1929 w Kulejach, zm. 1 grudnia 2015) – polski działacz samorządowy i nauczyciel, w latach 1959–1972 przewodniczący Prezydium Miejskiej Rady Narodowej w Mysłowicach, w latach 1972–1982 kolejno przewodniczący Miejskiej Rady Narodowej, naczelnik i prezydent Dąbrowy Górniczej.

## Życiorys
Absolwent Liceum Pedagogicznego w Wieluniu i Wydziału Pedagogicznego Uniwersytetu Warszawskiego, przez pewien czas pracował w oświacie. Od 20 listopada 1959 do 12 stycznia 1972 pełnił funkcję przewodniczącego Miejskiej Rady Narodowej w Mysłowicach. Następnie w styczniu 1972 na polecenie wojewody Jerzego Ziętka przeniósł się na analogiczne stanowisko w Dąbrowie Górniczej, która pod jego rządami znacznie zwiększyła liczbę mieszkańców i powierzchnię, a także rozwinęła przemysł (m.in. Hutę Katowice). W grudniu 1973 jego stanowisko przekształciło się w naczelnika miasta, a po przekroczeniu liczby 50 tysięcy mieszkańców – w prezydenta. Pełnił funkcję do 31 października 1981. W latach 1985–1990 dyrektor w Urzędzie Wojewódzkim w Katowicach.
4 grudnia 2015 pochowany na Cmentarzu na Górce Gołonoskiej w Dąbrowie Górniczej.